# Matrimonio mal emparejado
El matrimonio mal emparejado (a veces llamado El contrato de matrimonio) es una notable pintura al óleo sobre madera del artista renacentista flamenco Quinten Massys, generalmente fechada entre 1525 y 1530. La obra, probablemente inspirada en un original perdido de Leonardo da Vinci, aborda un tema recurrente de la crítica social en la historia del arte: el matrimonio por razones económicas (hipergamia, del francés, mésalliance) entre personas de diferentes edades. Actualmente se conserva en el Museo de Arte de São Paulo (MASP). Fue donado al museo en 1965 por el barón Hans Heinrich von Thyssen-Bornemisza.

## Contextualización e iconografía

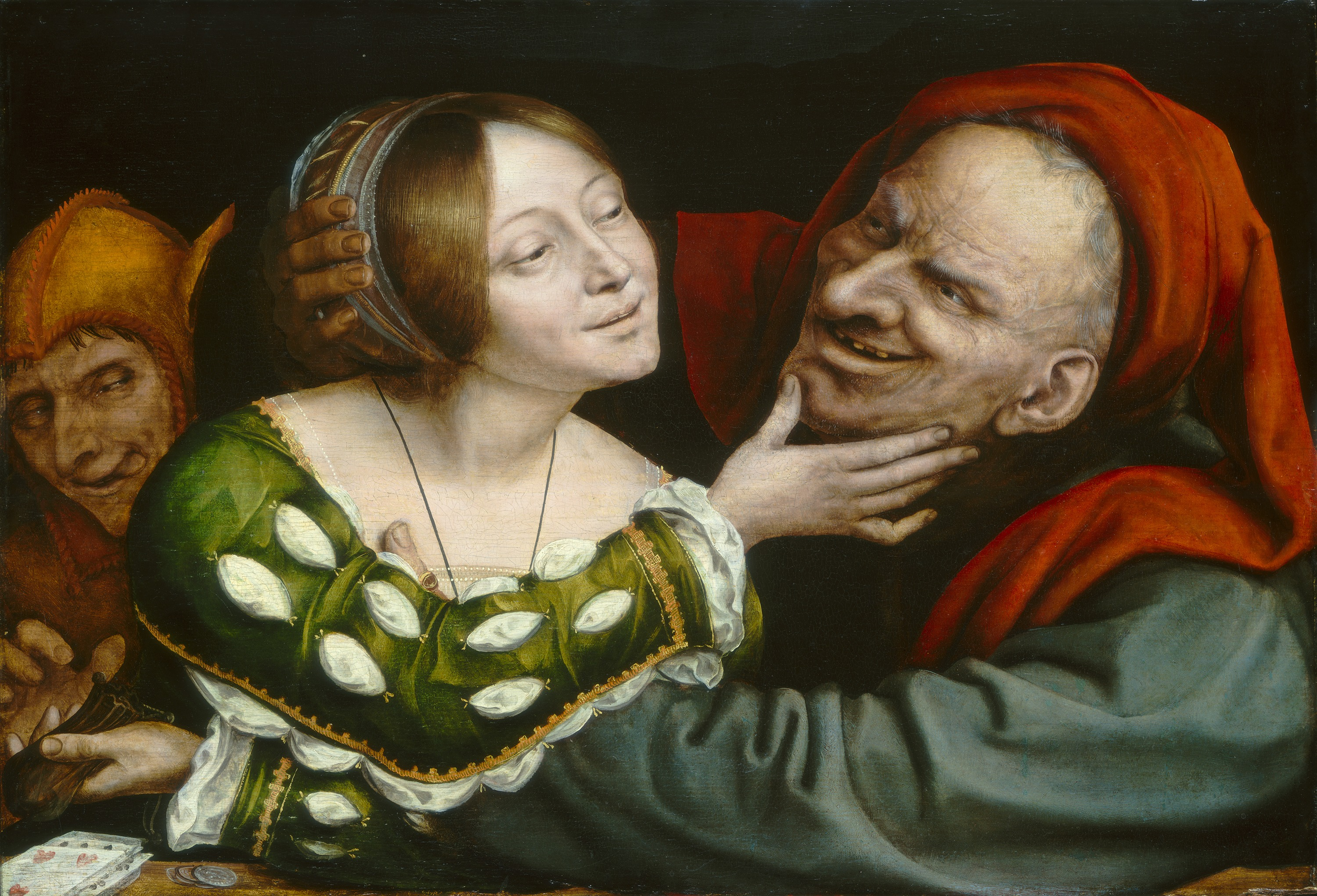
Quentin Matsys. Pareja desigual, c. 1520 - 1525. Galería Nacional de Arte, Washington D. C..

El matrimonio por intereses económicos entre personas de muy distintas edades ha sido siempre un tema recurrente en la historia del arte, ya que se presta a la crítica social con un fuerte impacto visual. Goya, Leonardo da Vinci, Durero y Cranach le dedicaron obras y estudios, entre muchos otros. La representación del anciano que se casa con una joven es más común, generalmente una unión por el bien de la familia. El propio Matsys firma otra versión de este tema (dentro de esta corriente iconográfica tradicional) ubicada en la Galería Nacional de Arte de Washington. Pero en la ubicada en el Museo de Arte de São Paulo ocurre lo contrario: es una anciana rica la que se casa con un joven.
El título anterior de la obra era Contrato de matrimonio. El título actual parece preferible por su mayor precisión y porque el tema representado pertenece plenamente a la llamada iconografía renacentista del Sposalizio Grottesco (“Boda grotesca”, en italiano ), muy extendida en la pintura italiana de los siglos XV y XVI.

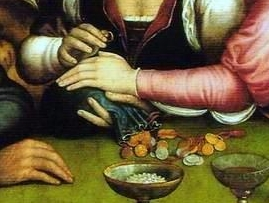
Detalle de las manos, con alianza y monedero.

La narrativa del artista es sólida y no deja lugar a dudas. Mientras es acariciada por su joven esposo, la anciana le entrega el anillo con su mano derecha mientras, sobre la mesa, abre su bolso para ella, acariciada por la mano izquierda del joven. El tono de burla, hipocresía y necedad se ve acentuado por los rasgos caricaturescos de los personajes que asisten como testigos y, en particular, por la figura de la izquierda, representada en el acto ambiguo de colocar el rosario que se extiende sobre la mesa en una caja.
El tema del “matrimonio grotesco” también se aborda en la literatura con una connotación satírica, como en el poema A Nau dos Fools de Sebastian Brant (1494) que trata, en su capítulo 52, del “matrimonio por voluntad del bien”. El tema es retomado, lleno de burla y humor, por Erasmo de Róterdam en Elogio de la locura (1509) y especialmente en el capítulo 31, en el que el gran humanista considera el caso alternativo de la vieja rica con el joven, en un pasaje que, según Luiz Marques, "bien puede ser una fuente literaria precisa para la obra del MASP":

"Pero lo más encantador es ver viejas, tan viejas, tan cadavéricas que parecen regresar de los infiernos, repetir constantemente: ‘La vida es bella!’. Están calientes como perras o, como se suele decir, placenteras, las griegas, huelen a cabra. Seducen a precio de oro a algunos pavitos (...). Todo el mundo se burla de ellos y los llaman por lo que son, arquilocos."
Erasmo de Róterdam

## Atribución

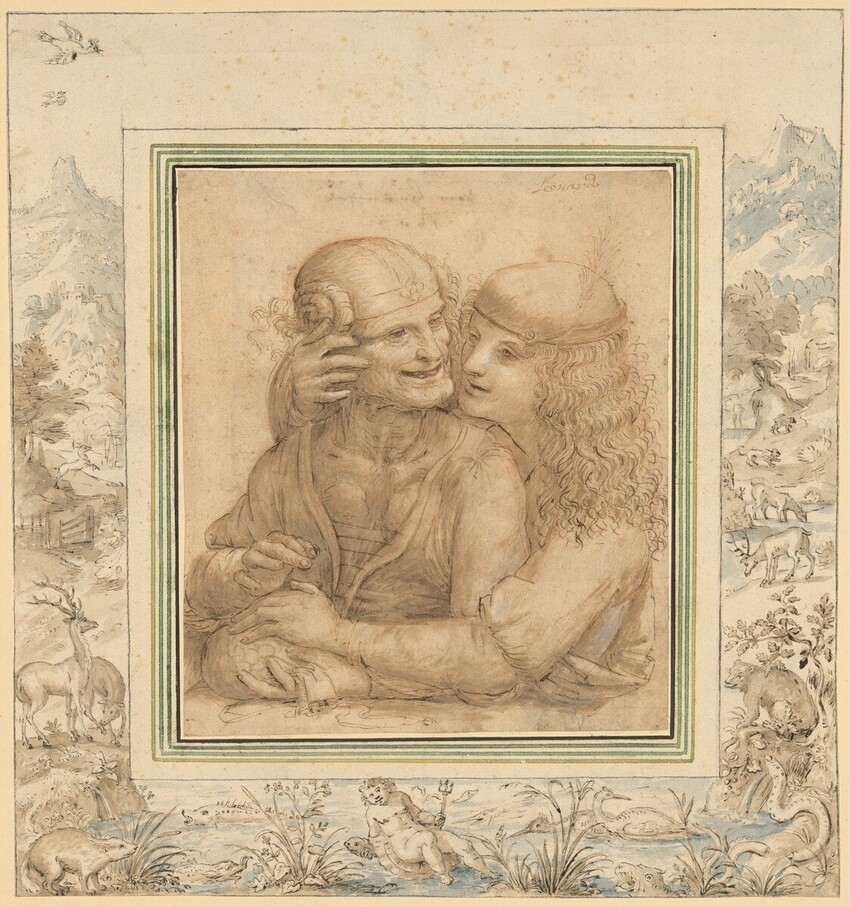
Pareja desigual, siglo XVII. Copia del dibujo de Leonardo da Vinci de Jacob Hoefnagel. Galería Albertina, Viena.

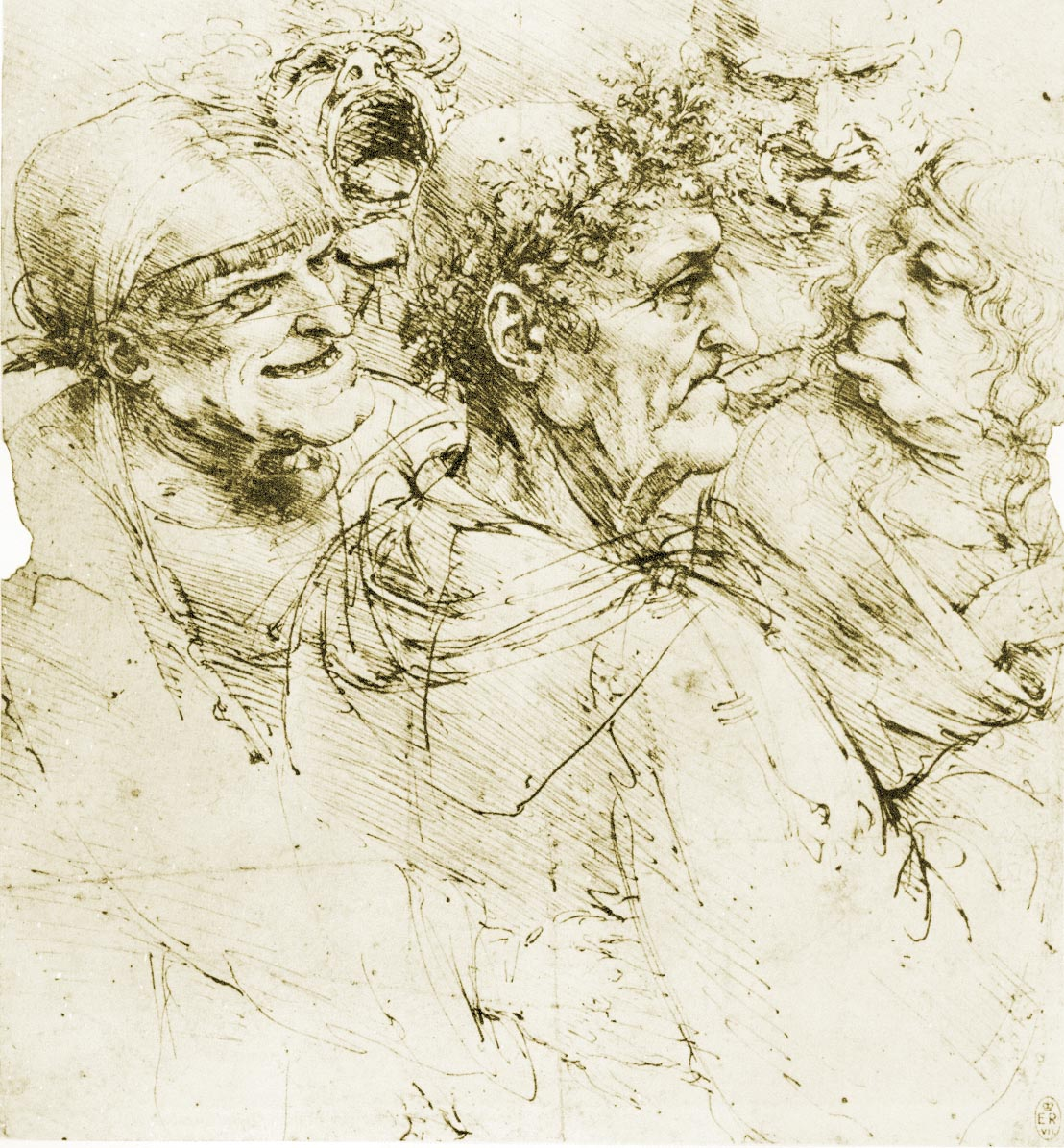
Cinco cabezas grotescas, c. 1494, Leonardo da Vinci.
Castillo de Windsor, Windsor.

La alta calidad técnica de la obra, visible sobre todo en el tratamiento de las prendas y en la fuerza de los rasgos críticos de los personajes, llevó a pensar, por un tiempo, que Leonardo da Vinci sería su autor. De hecho, la pareja en el centro de la composición proviene de un dibujo perdido de Leonardo, conocido a partir de dos copias antiguas, realizadas por diferentes artistas, que muestran a una pareja análoga en el mismo comportamiento gestual, con la anciana con un atuendo casi idéntico al visto en esta pintura.
Cuatro de las seis figuras que rodean a la pareja proceden de otro dibujo más famoso de Leonardo, conservado en la Biblioteca Real del Castillo de Windsor y titulado Cinco cabezas grotescas. Fechado por Clark-Pedretti en 1494, el estudio de Leonardo parece eco, sobre todo, en el detalle de la cabeza bestial con la boca abierta al fondo, y en la figura masculina a su lado, luciendo una sonrisa sarcástica, reproducida con relativa fidelidad en el trabajo del Museo de Arte de São Paulo.
Sin embargo, el nombre de Quinten Massys se asocia hoy consensualmente con el del autor de esta pintura. Al abordar el tema de la amplia difusión de modelos iconográficos leonardescos y temas del Renacimiento italiano en los Países Bajos a principios del siglo XVI, Luiz Marques afirma que “un Leonardismo a la manera de Amberes, a la manera de pintores como Joos van Cleve, Cornelis Anthonisz y Coecke van Aelst, solo con y después de estos años franceses de Leonardo. [...] porque este leonardismo es frecuentemente filtrado por la interpretación que le da Matsys, quien francamente copia modelos leonardianos en obras de estos mismos años." También de acuerdo con Marques, "Matsys desarrolla un mundo de fisonomías grotescas, algunas de ellas copias o derivaciones cercanas de los estudios de deformación de Leonardo, que llega a conocer en profundidad a través de copias o de formas que permanecen desconocidas."
Cabe destacar la existencia de una segunda versión de esta misma composición, actualmente conservada en la colección privada de CY Pallitz, en Nueva York. La obra tiene dimensiones similares al panel del MASP (56 x 84 cm) y fue publicada por Larsen como una réplica autógrafa de Massys.